# Halcyon albiventris
Halcyon albiventris là một loài chim trong họ Alcedinidae. Loài chim này được tìm thấy ở châu Phi cận Sahara, sống trong rừng, cây bụi, rìa rừng, và cả các khu vực ngoại thành. Liên minh Bảo tồn Thiên nhiên Quốc tế (IUCN) đã đánh giá là loài ít quan tâm.

## Phân loại
Loài này được mô tả là Alcedo albiventris bởi Giovanni Antonio Scopoli năm 1786. Bốn phân loài được ghi nhận: Halcyon albiventris albiventris, H. a. orientalis, H. a. prentissgrayi và H. a. vociferans. Các phân loài hylophila và và erlangeri cũng đã được mô tả, nhưng chúng không được coi là đủ khác biệt.

## Mô tả
Loài này dài khoảng 22 cm (8,7 in) long.